# Vacansoleil Pro Cycling Team/2010
Deze pagina geeft een overzicht van de wielerploeg Vacansoleil in 2010.

## Algemeen
Sponsor: Vacansoleil
Team manager: Daan Luijkx
Ploegleiders: Michel Cornelisse, Hilaire Van der Schueren
Fietsmerk: Batavus

## Renners
| Naam               | Geboortedatum | Nationaliteit | Ploeg 2009                       | Titel                               |
| ------------------ | ------------- | ------------- | -------------------------------- | ----------------------------------- |
| Borut Božič        | 08-08-1980    | Slovenië      | Vacansoleil                      |                                     |
| Matteo Carrara     | 25-03-1979    | Italië        | Vacansoleil                      |                                     |
| Brice Feillu       | 26-07-1985    | Frankrijk     | Agritubel                        |                                     |
| Romain Feillu      | 16-04-1984    | Frankrijk     | Agritubel                        |                                     |
| Gorik Gardeyn      | 01-07-1977    | België        | Silence-Lotto                    |                                     |
| Michał Gołaś       | 29-04-1984    | Polen         | Aeronautica Militare-Amica Chips |                                     |
| Arnoud van Groen   | 11-12-1983    | Nederland     | Vacansoleil                      |                                     |
| Johnny Hoogerland  | 13-05-1983    | Nederland     | Vacansoleil                      |                                     |
| Sergej Lagoetin    | 14-01-1981    | Oezbekistan   | Vacansoleil                      | Nationaalkampioen wegwedstrijd      |
| Joost van Leijen   | 20-07-1984    | Nederland     | Van Vliet-EBH Elshof             |                                     |
| Pim Ligthart       | 16-06-1988    | Nederland     | AVC Aix-en-Provence              | vanaf 01-08, stagiair               |
| Björn Leukemans    | 01-07-1977    | België        | Vacansoleil                      |                                     |
| Marco Marcato      | 11-02-1984    | Italië        | Vacansoleil                      |                                     |
| Wouter Mol         | 17-04-1982    | Nederland     | Vacansoleil                      |                                     |
| Martin Mortensen   | 05-11-1984    | Denemarken    | Vacansoleil                      |                                     |
| Jens Mouris        | 12-03-1980    | Nederland     | Vacansoleil                      |                                     |
| Alberto Ongarato   | 24-07-1975    | Italië        | LPR Brakes - Farnese Vini        |                                     |
| Wout Poels         | 01-10-1987    | Nederland     | Vacansoleil                      |                                     |
| Matthé Pronk       | 01-07-1974    | Nederland     | Vacansoleil                      |                                     |
| Riccardo Riccò     | 01-09-1983    | Italië        |                                  | Vanaf 01-09, terugkeer na schorsing |
| Stéphane Rossetto  | 06-04-1987    | Frankrijk     | Cyclo Club de Nogent sur Oise    |                                     |
| Rob Ruijgh         | 12-11-1986    | Nederland     | PLL-Belisol                      |                                     |
| Timothy Stevens    | 26-03-1989    | België        |                                  |                                     |
| Bobbie Traksel     | 03-11-1981    | Nederland     | Vacansoleil                      |                                     |
| Frederik Veuchelen | 04-09-1978    | België        | Vacansoleil                      |                                     |
| Lieuwe Westra      | 11-09-1982    | Nederland     | Vacansoleil                      |                                     |

## Belangrijke overwinningen
| Ster van Bessèges 1e etappe: Borut Božič 2e etappe: Borut Božič Ronde van Qatar Eindklassement: Wouter Mol Kuurne-Brussel-Kuurne Winnaar: Bobbie Traksel Ronde van het Groene Hart Winnaar: Jens Mouris Ronde van Drenthe Winnaar: Alberto Ongarato | Ronde van Luxemburg Eindklassement: Matteo Carrara Ronde van Burgos 4e etappe: Romain Feillu Ronde van Polen Bergklassement: Johnny Hoogerland Tussensprintklassement: Johnny Hoogerland Ronde van de Ain 2e etappe: Romain Feillu 4e etappe: Wout Poels | Druivenkoers Overijse Winnaar: Björn Leukemans Ronde van Groot-Brittannië 4e etappe: Wout Poels 7e etappe: Borut Božič Bergklassement: Johnny Hoogerland Ronde van het Münsterland Winnaar: Joost van Leijen Coppa Sabatini Winnaar: Riccardo Riccò |

2005 · 
2006 · 
2007 · 
2008 · 
2009 · 
2010 · 
2011 · 
2012 · 
2013